# Осипенко, Дмитрий Михайлович
Дми́трий Миха́йлович Осипе́нко (бел. Дзмітрый Міхайлавіч Асіпенка; род. 12 декабря 1982, Минск) — белорусский футболист, нападающий червенского «Колоса».

## Карьера
В 2000 году начал карьеру футболиста в составе минского «Трактора». Позднее выступал в столичном «Локомотиве», затем перешёл в «Сморгонь». С 2007 года по 2010 год защищал цвета ФК «Минск», в январе 2011 года подписал двухлетний контракт с украинской «Ворсклой». В составе «Минска» стал бронзовым призёром чемпионата страны.
14 июля дебютировал в составе «Ворсклы» в квалификации Лиги Европы. Осенью 2011 года покинул «Ворсклу», так как потерял место в составе. В конце января 2012 заключил годичный контракт с «Шахтёром» из Солигорска, где вскоре стал основным нападающим. В сезоне 2012 стал лучшим бомбардиром чемпионата и выиграл серебряные медали. В сезоне 2013 стал выступать на позиции атакующего полузащитника. С 12 голами стал вторым бомбардиром чемпионата после Виталия Родионова и вновь завоевал «серебро». В декабре продлил контракт с «Шахтёром». Сезон 2014 начинал в качестве нападающего, позднее уступил место Николаю Янушу, а сам стал выходить на позиции флангового полузащитника. В результате забил только 4 гола за сезон. В январе 2015 года стало известно, что Осипенко не будет выступать за солигорский клуб в сезоне 2015. 25 января было официально объявлено о расставании с горняками.
В январе 2015 года находился на просмотре в молдавской «Дачии», но контракт так и не был заключён. Позднее интерес к Осипенко проявляли разные белорусские клубы, такие как «Торпедо-БелАЗ», «Минск», «Слуцк» и «Неман». В результате, в марте 2015 года подписал контракт с микашевичским «Гранитом».
4 апреля 2015 года в ответном матче четвертьфинала Кубка Белоруссии против «Шахтёра» (0:3) Осипенко получил травму, из-за которой выбыл до мая. В июне появился на поле, выходя на замену, позднее закрепился в стартовом составе. В июле продлил краткосрочный контракт с клубом до конца сезона. 3 декабря стало известно о возвращении Осипенко в солигорский «Шахтёр». В сезоне 2016 выступал в качестве флангового атакующего полузащитника, однако не имел постоянного места в основе, чаще выходил на замену. По окончании сезона 2016 покинул Солигорск.
В феврале 2017 года стал тренироваться с «Ислочью» и в результате подписал контракт с клубом. Начинал сезон в качестве основного нападающего команды, однако в мае получил травму. В сентябре вернулся в строй и вскоре вновь закрепился в стартовом составе. В июле 2018 года покинул «Ислочь».
В августе 2018 года стал игроком минского «Луча». В сезоне 2018 только четыре раза вышел на замену. После выхода на замену в матче последнего тура против «Смолевичей» забил голи установил окончательный счёт 1:1, который позволил команде сохранить место в Высшей лиге.
В январе 2019 года покинул «Луч» и вскоре присоединился к дзержинскому «Арсеналу». Вместе с командой одержал победу во Второй лиге-2019, с 26 голами стал третьим бомбардиром турнира и лучшим бомбардиром команды. В 2020 году играл за «Арсенал» в Первой лиге, стал капитаном команды. В январе 2021 года продлил контракт с дзержинским клубом. В декабре 2022 года покинул клуб. Сам футболист на момент завершения карьеры в клубе являлся рекордсменом клуба по количеству матчей, а именно 121 матч во всех турнирах, в которых отличился 43 голами и 20 результативными передачами. В 2023 году присоединился к червенскому «Колосу».

## Достижения
- Серебряный призёр чемпионата Белоруссии (3): 2012, 2013, 2016
- Бронзовый призёр чемпионата Белоруссии (2): 2010, 2014
- Обладатель Кубка Белоруссии: 2014
- Победитель Первой лиги (3): 2004, 2008, 2021
- Победитель Второй лиги (2): 2001, 2019
- Лучший бомбардир чемпионата Белоруссии: 2012 (14 голов)
- Лучший бомбардир Второй лиги: 2001 (24 гола)
- В списке 22 лучших футболистов чемпионата Белоруссии (2): 2012, 2013